# Glandularia lilloana
Glandularia lilloana là một loài thực vật có hoa trong họ Cỏ roi ngựa. Loài này được (Moldenke) Botta mô tả khoa học đầu tiên năm 1990.